# Kremnické Bane
Kremnické Bane és un poble i municipi d'Eslovàquia. Es troba a la regió de Banská Bystrica.

## Història
La primera menció escrita de la vila es remunta al 1361.

## Demografia
| Godina             | 1994 | 2004   | 2014   | 2024   |
| ------------------ | ---- | ------ | ------ | ------ |
| Nombre de persones | 247  | 265    | 268    | 251    |
| Diferència         |      | +7,28% | +1,13% | −6,34% |

| Godina             | 2023 | 2024   |
| ------------------ | ---- | ------ |
| Nombre de persones | 246  | 251    |
| Diferència         |      | +2,03% |